# Csapatverseny a 2015-ös mű- és toronyugró-Európa-bajnokságon
A 2015-ös mű- és toronyugró-Európa-bajnokságon a műugrás csapatversenyének döntőjét június 9-én rendezték meg a Neptun Swimming Poolban. A csapatverseny győztese az orosz Nagyezsda Bazsina, Viktor Minyibajev kettős.

## Eredmény
A döntő helyi idő szerint 17:30-kor kezdődött.
| #  | Versenyző                                     | Ország                   | Döntő  | Döntő   |
| #  | Versenyző                                     | Ország                   | Pontok | Rangsor |
| -- | --------------------------------------------- | ------------------------ | ------ | ------- |
|    | Nagyezsda Bazsina Viktor Minyibajev           | Oroszország (RUS)        | 406,50 | 1       |
|    | Maria Kurjo Patrick Hausding                  | Németország (GER)        | 399,15 | 2       |
|    | Julia Prokopcsuk Illja Kvasa                  | Ukrajna (UKR)            | 383,50 | 3       |
| 4  | Laura Marino Matthieu Rosset                  | Franciaország (FRA)      | 369,10 | 4       |
| 5  | Bátki Noémi Michele Benedetti                 | Olaszország (ITA)        | 351,50 | 5       |
| 6  | Mara Elena Aiacoboae Cătălin Constantin Cosma | Románia (ROU)            | 309,25 | 6       |
| 7  | Isabelle Svantesson Jesper Tolvers            | Svédország (SWE)         | 305,10 | 7       |
| 8  | Georgia Ward James Denny                      | Egyesült Királyság (GBR) | 299,10 | 8       |
| 9  | Celine van Duijn Joey van Etten               | Hollandia (NED)          | 290,35 | 9       |
| 10 | Anne Vilde Tuxen Daniel Jensen                | Norvégia (NOR)           | 274,35 | 10      |